# Tornpanax
Tornpanax (Oplopanax horridus) er en lille, løvfældende busk med en opret, stivgrenet vækstform. Hele planten indeholder stoffer, som gør den giftig, men også anvendelig som lægemiddel.

## Beskrivelse
Grenene er tykke og tæt besat med stive, børsteagtige torne. Barken er først lysegrøn, men den bliver snart gråbrun. Knopperne er spredte, butte og små i forhold til grenen. De sidder dybt under tornene. 
Bladene er tornede på stilken og på begge sider af bladnerverne. De er bredt ægformede med brede, trekantede lapper. Bladranden er savtakket. Oversiden er græsgrøn, mens undersiden er dækket af stive hår. Blomsterne er hvide, og de sidder samlet i kugleformede hoveder på en endestillet og tornet, opret klase. Frugterne er rustrøde bær, der sidder højt hævet over bladene.
Rodnettet består af tykke, højtliggende hovedrødder, som bærer få, trævlede birødder. Planten sætter rodskud. 
Højde x bredde og årlig tilvækst: 3 x 3 m (10 x 10 cm/år), heri ikke medregnet eventuelle rodskud.

## Hjemsted
Planten hører hjemme i de fugtige skove på Rocky Mountains og Coast Range i det nordvestlige USA og det sydvestlige Canada. 
I Olympic Rain Forest er arten karakteristisk for et bestemt plantesamfund, der findes på meget fugtige og ret næringsrige voksesteder. Det er gerne på den lave dele af skråninger og langs vandløbene. Den årlige nedbør er i genemsnit på 1.250 mm. Her optræder arten sammen med bl.a. fjerbregne, bjørnebrombær, druehyld, finbladet mangeløv, Galium triflorum (en snerre-art), grøn douglasgran, Hydrophyllum tenuipes (en vandblad-art), kæmpeløn, kæmpethuja, laksebær, mor og barn, oregonel, Polypodium glycyrrhiza (en engelsød-art), sibirisk vinterportulak, småhjerte, Tiarella trifoliata (en skumblomst-art), Trillium ovatum (en treblad-art), Vaccinium parvifolium (en bølle-art), vestamerikansk hemlock og vin-løn.

## Anvendelse
De oprindelige folk, Tlingit, Kwaikiutl, Skagit og flere andre folkeslag i Amerika, har brugt udtræk af barken på skud og rødder til blodrensning, smertelindring, som opstrammer, og mod fordøjelsesproblemer.
- Vækstform og blade
- Blade og frugter
- Ungt skud
- Vinterdragt

| Portal | Portal:Botanik |

## Note
1. ↑  Washington Department of Natural Resources: Thuja plicata – Tsuga heterophylla – Oplopanax horridus – Polystichum munitum Arkiveret 7. maj 2009 hos  Wayback Machine (engelsk)